# Giannotto Lomellini
Giannotto Lomellini (Genova, 1519 – Genova, 1574) fu il 68º doge della Repubblica di Genova.

## Biografia

Stemma nobiliare dei Lomellini

Esponente della nobile famiglia dei Lomellini, e figlio di Andreola Spinola, nacque a Genova intorno al 1519.
Pressoché scarne le notizie sugli incarichi statali o di prestigio assunti da Giannotto Lomellini nel periodo pre dogato. Facente parte della nobiltà "vecchia", contrapposta alla nobiltà "nuova", la sua elezione alla massima carica dello stato genovese avvenne il 10 ottobre del 1571 spuntandola sugli altri tre candidati a doge: Gerolamo Lomellini, Francesco Lomellini e un esponente della famiglia Doria.
Come i dogati dei suoi predecessori anche il neo doge Lomellini - il ventitreesimo dalla riforma biennale e il sessantottesimo nella storia repubblicana - dovette far fronte ai nuovi contrasti nobiliari che animarono le strade della capitale genovese. Ad inizio mandato gli annali testimoniano un ampio contrasto con Matteo Senarega, stimato e potente cancelliere della Repubblica, e futuro doge nel biennio 1595-1597, per via delle pretese del Lomellini di firmare egli stesso le lettere alla pari dei principi stranieri, protocollo non previsto invece nell'ordinamento genovese.
Più fortunosa e di importante strategia politica fu invece la sottomissione della Corsica dopo i disordini indipendentistici e anti-genovesi avviati dal condottiero Sampiero Corso; fu lo stesso figlio del Sampiero, Alfonso, di ritorno dalla Francia a trattare la resa con la Repubblica.
Terminato il mandato il 10 ottobre 1573 Giannotto Lomellini morì a Genova nel 1574 e fu sepolto all'interno di una cappella in fondo alla navata destra della chiesa della Santissima Annunziata di Sturla.